# Messatoporus discoidalis
Messatoporus discoidalis är en stekelart som först beskrevs av Cresson 1872.  Messatoporus discoidalis ingår i släktet Messatoporus och familjen brokparasitsteklar. Inga underarter finns listade i Catalogue of Life.